# Estérope (hija de Partaón)
En la mitología griega, Estérope (Στερόπη, «relámpago») es una de las tres Partaónides, hijas de Partaón y Laótoe. Otra versión, en cambio, la hace hija de Pleurón. Sus hermanas eran Euritemiste y Estratonice y las tres moraban errantes por los campos de Pleurón como si se tratasen de ninfas. Aqueloo la vio retozando y se acostó con ella, y de esta unión Estérope alumbró a las Sirenas: Telxíope o Telsínoe, Molpe y Aglaófono, todas con nombres parlantes que hacen alusión al canto. Zeus en persona les concedió una isla florida para que vivieran en soledad, llamada Antemusa. También se dice que podían calmar al viento y producir así calma chicha.